# Beit Hilkia
Beit Hilkia (hebreu: בֵּית חִלְקִיָּה, casa de Hilkia‎) és un moixav haredi situat al centre d'Israel. Es troba a la Xefela, prop del consell local de Guederà, i és sota la jurisdicció del Consell Regional de Nahal Sorek. L'any 2022 tenia una població de 1.480 habitants.

## Geografia
Es troba a una altitud de 70 metres en una plana costanera densament poblada i d'agricultura intensiva (regió de Xefela).
Beit Hilkia és a 16 quilòmetres de la riba del mar Mediterrani, a uns 31 quilòmetres al sud-est del centre de Tel-Aviv, a uns 40 quilòmetres a l'oest de Jerusalem i a 2 quilòmetres al sud-est de la vora de la ciutat de Guederà. Es tracta d'un moixav habitat per jueus i la població d'aquesta regió és predominantment jueva.
Beit Chilkija està connectat a la xarxa de transport per la carretera local número 3933. La carretera número 7 passa al nord del poble, i la carretera número 3 passa al sud-est del moixav.

## Història
Beit Hilkia es va fundar el 1953 de la mà d'antics residents de Jerusalem i persones procedents de ma'abarot (camps d'acollida d'inmigrants jueus) que volien combinar un estil de vida haredi amb la tasca agrícola. Porta el nom de Hilkia, el pare del profeta Jeremies (Jer, 1:1).

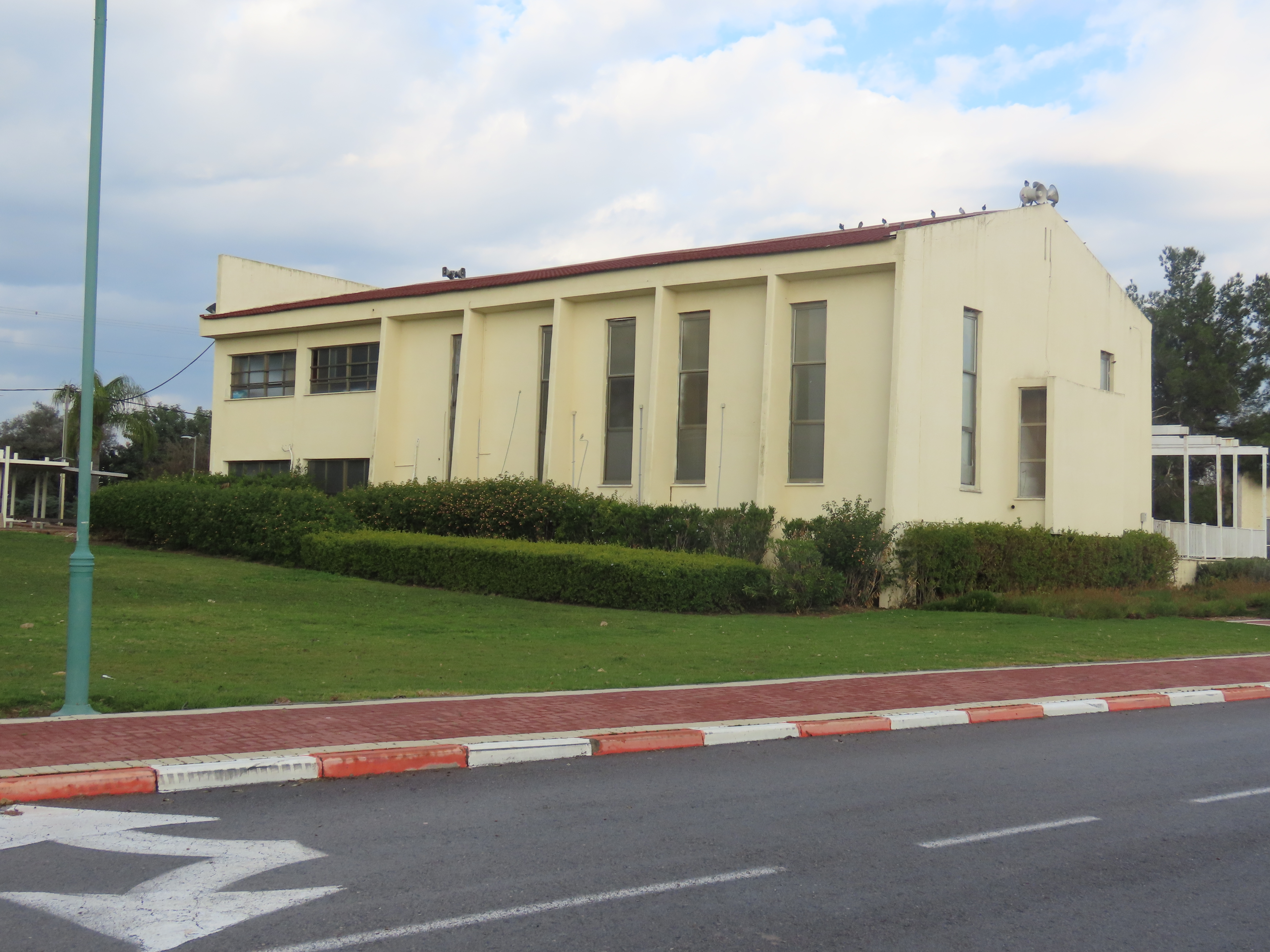
Sinagoga.

Aquest nou assentament es va establir en terrenys que havien pertangut al poble palestí despoblat d'Al-Mukhayzin. Al-Mukhayzin va tenir habitants fins a la guerra per la independència de 1948. Es trobava a 1 quilòmetre al nord de l'actual moixav. Va ser creat a principis del segle XIX, quan el clan al-Vuhajdat s'hi va establir. Era un petit assentament. L'any 1931 tenia 71 habitants i 19 cases. Aquesta zona va ser ocupada per les forces jueves l'abril de 1948 i l'assentament àrab va ser abandonat i completament enderrocat.

### Arqueologia
L'any 2015, una excavació d'urgència va treure a la llum un jaciment prehistòric prop de Beit Hilkia i la pedrera de Revivim. Les troballes pertanyien al Neolític (ceràmica jarmukiana, del Calcolític final i de l'edat del bronze mitjà IIA–IIB).
En va destacar el descobriment d'una figureta d'argila cuita d'estil jarmukià que mostra una deessa de la fertilitat, la troballa d'aquest tipus situada més al sud. De les 163 figuretes d'aquest tipus trobades fins a aquesta data, la gran majoria s'havien descobert a l'àrea principal coneguda pels seus assentaments jarmukians, dins i al voltant del jaciment tipus de Xa'ar HaGolan, amb només dues excepcions trobades més al sud. Aquesta troballa va portar a especular que potser bona part del Llevant meridional podria haver estat habitat per una civilització contigua durant aquella època (c. 6400–6000 aC), essent les diferències en els tipus de ceràmica més significatives per als arqueòlegs actuals que per a la gent que vivia aleshores.